# بال ثاكراي
بال كيشاف ثاكراي (23 يناير 1926 - 17 نوفمبر 2012) المعروف أيضًا باسم بالاساهيب ثاكراي، كان سياسيًا هنديًا أسس حزب شيف سينا، وهو حزب يميني موجه نحو دعم الثقافة المراثية والهندوسية، ونشط بشكل رئيسي في ولاية ماهاراشترا.
بدأ ثاكراي مسيرته المهنية كرسام كاريكاتيري في الصحيفة الإنجليزية اليومية «ذا فري برس جورنال» في بومباي، لكنه غادر الصحيفة في عام 1960 ليؤسس صحيفته السياسية الأسبوعية الخاصة «مارميك». تأثرت فلسفته السياسية بشكل كبير من والده كيشاف سيتارام ثاكراي، الذي كان شخصية بارزة في حركة ساميوكتا ماهاراشترا (ماهاراشترا المتحدة)، التي دعت إلى إنشاء دولة لغوية منفصلة لمتحدثي اللغة المراثية. من خلال «مارميك»، قاد بال ثاكراي حملة ضد التأثير المتزايد للغير متحدثين بالمراثية في مومباي.
كان لديه تأثير سياسي كبير في الدولة، خصوصًا في مومباي. أظهر تقرير تحقيقي أجرته منظمة هيومن رايتس ووتش وقدمته للحكومة أن ثاكراي ورئيس وزراء ولاية ماهاراشترا مانوهار جوشي حرّضا أعضاء حزب شيف سينا على ارتكاب أعمال عنف ضد المسلمين خلال أحداث أعمال الشغب في بومباي في عامي 1992 و1993.
في أواخر الستينيات وأوائل السبعينيات من القرن الماضي، أسس ثاكراي حزب شيف سينا بمساعدة مادهاف مهيري، القانوني الرئيسي لاتحاد نقابات العمل في الهند، وباباساهيب بورانداري، مؤرخ حكومة ولاية ماهاراشترا، ومادهاف ديشباندي، مدير المحاسبة في حزب شيف سينا. كان هؤلاء الثلاثة أشخاصًا مسؤولين إلى حد كبير عن نجاح حزب شيف سينا واستقرار السياسة في مومباي حتى عام 2000، لضمان تحولها إلى مركز اقتصادي قوي. أسس ثاكراي أيضًا صحيفة «سامانا» باللغة المراثية. بعد أحداث أعمال الشغب في عامي 1992 و1993، اتخذ هو وحزبه موقفًا هندوتفا (الشكل السائد للقومية الهندوسية في الهند). في عام 1999، منع ثاكراي من التصويت والترشح في أي انتخابات لمدة ست سنوات بناءً على توصيات اللجنة الانتخابية، نتيجة لمشاركته في طلب الأصوات باسم الدين. اعتقل ثاكراي مرارًا وقضى فترات قصيرة في السجن، ولكنه لم يواجه أية عواقب قانونية كبيرة. عند وفاته، تم تكريمه بجنازة دولية، حيث حضر العديد من الحضور. لم يشغل ثاكراي أية مناصب رسمية، ولم يتم انتخابه رسميًا كزعيم لحزبه.

## نشأته
ولد ثاكراي في 23 يناير 1926 في بونه، وهو ابن كيشاف سيتارام ثاكراي (المعروف أيضًا باسم برابودهانكار) وزوجته راماباي ثاكراي. تنتمي العائلة إلى جماعة ماراثية هندوسية تسمى «شاندراسينيا كاياستها برابهو». كان والده كيشاف من معجبي الكاتب البريطاني ويليام ميكبيس ثاكراي الذي وُلد في الهند، وغير اسم العائلة الخاص به من «بانفيلكار» إلى «ثاكراي»، وهو نسخة إنجليزية من اللقب الأصلي لعائلته «ثاكري».
كان والد بال صحفيًا ورسام كاريكاتير، كما كان ناشطًا اجتماعيًا وكاتبًا شارك في حركة ساميوكتا ماهاراشترا ساميتي، التي دعت إلى إنشاء دولة لغوية منفصلة لمتحدثي اللغة المراثية. أسس أيضًا مجلة برابودهان روّج فيها للفلسفات الهندوسية والمثل القومية لإحياء الهندوتفا في المجتمع. أثر ذلك بشكل كبير على تشكيل آراء بال ثاكراي السياسية.

## مسيرته
بدأ ثاكراي مسيرته المهنية رسامًا كاريكاتيريًا في صحيفة «ذا فري برس جورنال» في مومباي. تم نشر كاريكاتيراته أيضًا في نسخة يوم الأحد من صحيفة «تايمز أوف إنديا». بعد اختلافات ثاكراي مع «ذا فري برس جورنال»، غادر الصحيفة هو وأربعة أو خمسة أشخاص، بما في ذلك السياسي جورج فيرنانديز، وأسسوا صحيفتهم اليومية الخاصة «نيوز داي». استمرت الصحيفة لمدة شهرين تقريبًا. في عام 1960، أطلق مجلة الكاريكاتير الأسبوعية «مارميك» مع شقيقه شريكانت. ركزت الصحيفة على قضايا «المراثي مانوس» الشائعة (الناطقين بالمراثية) بما في ذلك البطالة والهجرة وإقالة العمال المراثيين. أصبح مكتبها في شارع رانادي نقطة التجمع لشباب المراثي. أكد بال ثاكراي لاحقًا أنها «لم تكن مجرد مجلة كاريكاتيرية بل كانت أيضًا السبب الرئيسي في ولادة ونمو شيف سينا». كان إطلاق «مارميك» في 5 يونيو 1966 الإعلان الأول عن بدء عضوية حزب شيف سينا.

## السياسة

### 1966 - 1998
دفع نجاح «مارميك» ثاكراي إلى تأسيس حزب شيف سينا في 19 يونيو 1966. يشير اسم شيف سينا «جيش شيفاجي» إلى الإمبراطور الماراثي في القرن السابع عشر شيفاجي. في البداية، قال ثاكراي إنه ليس حزبًا سياسيًا بل جيشًا تابعًا لشيفاجي مهراج، ملتزم بالنضال من أجل «المراثي مانوس» (المراثيون). طالب الحزب بمنح المتحدثين باللغة المراثية معاملة مفضلة في وظائف القطاع الخاص والقطاع العام. الهدف الأولي لحزب شيف سينا كان ضمان أمان وظائفهم والتنافس ضد الهنود الجنوبيين والجوجاراتيين. في بيانه السياسي لعام 1966، ألقى ثاكراي اللوم في الغالب على الهنود الجنوبيين. في «مارميك»، نشر ثاكراي قائمة بمسؤولي الشركات من دليل محلي، وكان العديد منهم من الهنود الجنوبيين، معتبرًا ذلك دليلًا على تمييز المهراشتريين ضدهم.
نما حزبه خلال العقدين التاليين. انضم كبار القادة مثل باباساهيب بورانداري، القانوني الرئيسي لاتحاد نقابات ماهاراشترا مادهاف مهيري إلى الحزب، ودعم المحاسب المالي مادهاف جاجانان ديشباندي مختلف جوانب عمليات الحزب. في عام 1969، اعتقل ثاكراي ومانوهار جوشي بعد مشاركتهما في احتجاج يطالب بدمج مناطق كاروار وبيلغاوم ونيباني في ماهاراشترا. خلال سبعينيات القرن العشرين، لم ينجح الحزب في الانتخابات المحلية وكان نشطًا أساسًا في مومباي مقارنة بباقي الولاية. أسس الحزب مكاتب فرعية محلية وساهم في حل النزاعات والشكاوى ضد الحكومة. بدأ لاحقًا في تبني تكتيكات عنيفة بالهجمات على الأحزاب المنافسة والمهاجرين ووسائل الإعلام؛ وأجرى الحزب احتجاجات من خلال تدمير الممتلكات العامة والخاصة. أعلن ثاكراي دعمه العلني لإنديرا غاندي خلال حالة الطوارئ في عام 1975 لتجنب الاعتقال، ودعم ثاكراي حزب الكونغرس الهندي عدة مرات.
غادر الدكتور هيمتشاندرا غوبتي، عمدة مومباي والطبيب الشخصي السابق والثقة لثاكراي، حزب شيف سينا في عام 1976 مشيرًا إلى التركيز الذي يولى للمال، والعنف الذي ارتكبه أعضاء حزب شيف سينا، ودعم ثاكراي لإنديرا غاندي وحالة الطوارئ في عام 1975.
سياسيًا، عادى حزب شيف سينا الشيوعية، واستولى على رئاسة نقابات العمل في مومباي من الحزب الشيوعي الهندي (السي بي آي). انضم شبان بلا عمل من صناعة النسيج التي كانت تتراجع إلى الحزب، واتسعت قاعدته الشعبية أكثر فأكثر بسبب الهجرة من منطقة كونكان من المراثي. بحلول الثمانينيات، أصبح تهديدًا لحزب الكونغرس الحاكم الذي دعمه في البداية بسبب منافسته للسي بي آي. في عام 1989، تم إطلاق صحيفة شيف سينا «سامنا» على يد ثاكراي. بسبب معارضته لتقرير لجنة ماندال، غادر مساعده القريب تشاغان بهوجبال الحزب في عام 1991. بعد أحداث أعمال الشغب في بومباي عام 1992، اتخذ ثاكراي مواقف يُنظر إليها على أنها معادية للمسلمين ومبنية على الهندوتفا. انضم حزب شيف سينا لاحقًا إلى التحالف مع حزب بهاراتيا جاناتا الهندوسي (البي جي بي). فاز التحالف بين البي جي بي وشيف سينا في انتخابات ولاية ماهاراشترا لعام 1995 وتولوا الحكم من عام 1995 إلى عام 1999. أعلن ثاكراي نفسه رئيس وزراء «التحكم عن بعد».